# Ettore Marroni
Ettore Marroni, noto anche con lo pseudonimo di Bergeret (Roma, 23 luglio 1875 – Biella, 17 luglio 1943), è stato un giornalista italiano.
Diresse Il Resto del Carlino di Bologna dal 5 settembre 1913 al 23 dicembre dello stesso anno e collaborò con altri importanti giornali, come Il Mattino di Napoli e La Stampa di Torino. Potrebbe essere l'autore della traduzione in lingua italiana più famosa e diffusa de L'Internazionale.
Durante il Ventennio fascista espresse posizioni nazionaliste e totalitarie.